# St. Hubertus (Müschede)

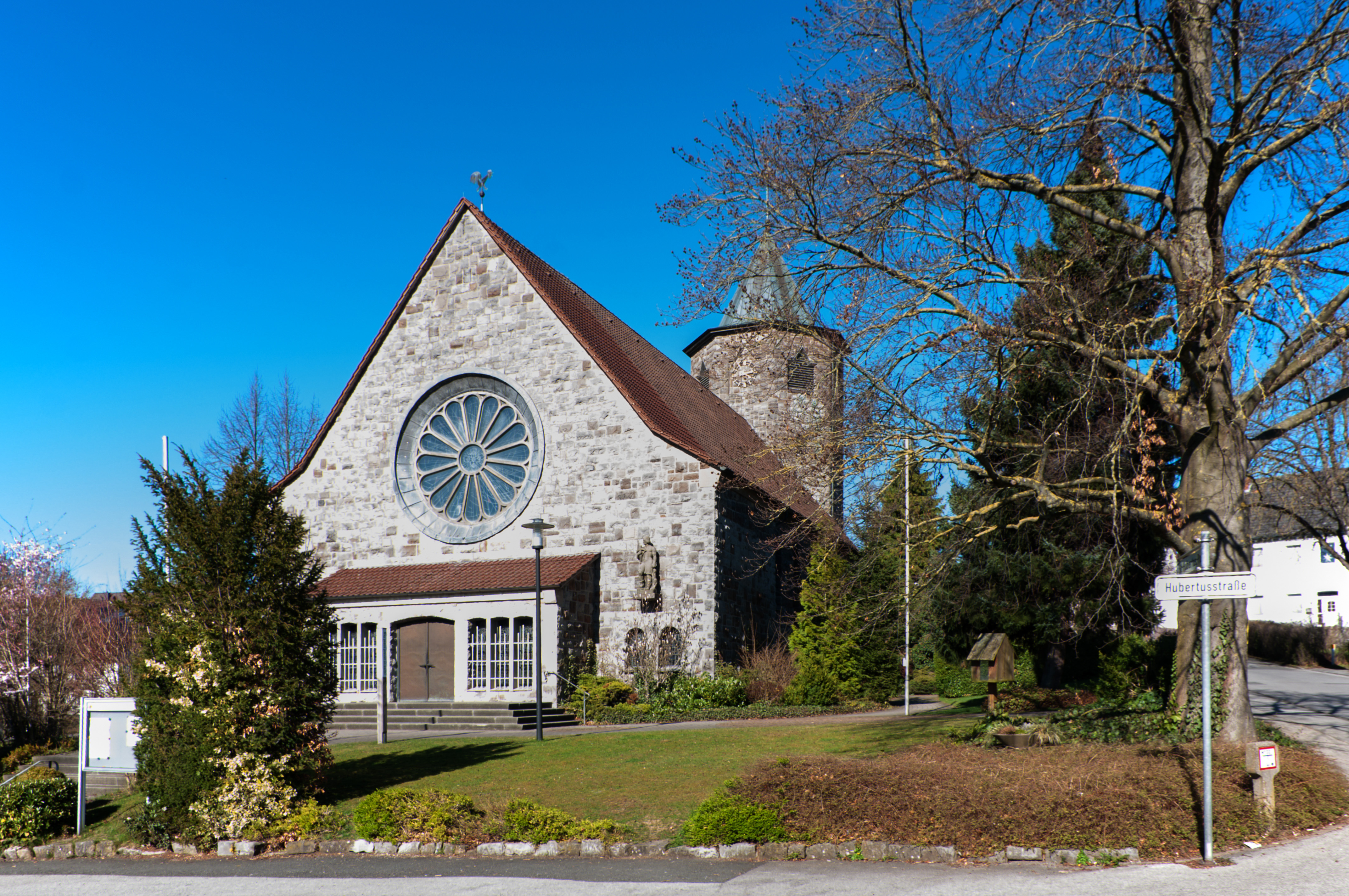
St. Hubertus, Müschede

Die katholische Pfarrkirche St. Hubertus ist ein ortsbildprägendes Kirchengebäude in Müschede, einem Ortsteil von Arnsberg im Hochsauerlandkreis (Nordrhein-Westfalen).

## Geschichte und Architektur
Das Gebäude steht auf einem abfallenden Grundstück als freitragender Baukörper am Rande des Ortskerns. Es wurde 1932 nach Plänen des Architekten Heinrich Verfuß errichtet. Das Aussehen wird durch die als Baumaterial verwendeten buckligen Quader aus Naturstein bestimmt. Die Seitenwände des länglichen Kirchenschiffes sind durch geböschte Strebepfeiler und einfache Bogenfenster gegliedert.
Der Innenraum ist auf die Altarstelle im Turm ausgerichtet. Das Kirchenschiff wirkt als großer Raum, in den ein hohes Leichtgewölbe mit Kreuzgraten eingezogen wurde. Die Wölbung ist durch Stichkappen und Konsolen über den Fenstern, mit den Wänden verbunden. Der stark eingezogene Chor ist sterngewölbt, durch das gelblich getönte Licht, das aus den seitlichen Fenstern einfällt, wirkt er wie eine eigenständige Raumeinheit. Der neue Altar und der Ambo wurden vor dem Chorbogen aufgestellt. Die Fensterrose und die Glasbilder unter der rückseitigen Empore wurden nach Entwürfen von Wilhelm Rengshausen gestaltet.

## Turm
Der achtseitige Turm schließt direkt an den First des Satteldaches an. Seine Wände sind durch eckig geschlossene Schallfenster gegliedert, er ist mit einem eingezogenen Zeltdach bekrönt.